# Putresceină
Putresceina sau tetrametilendiamina este o diamină cu un miros foarte neplăcut, ce are formula chimică NH2(CH2)4NH2 (1,4-diaminobutan sau butandiamină). Se obține prin descompunerea aminoacizilor (în special ornitină) atât în organismele vii (în cantități mici), cât și în cadavre. Împreună cu cadaverina, este responsabilă pentru mirosul specific materiilor aflate în procesul de putrefacție, dar contribuie și la alte mirosuri patologice.